# 霍树棠
霍树棠（1902年—1973年），男，辽宁北镇人，中国东北大鼓表演艺术家，曾任中国曲艺家协会理事、辽宁省曲艺家协会副主席。